# Xiphophorus

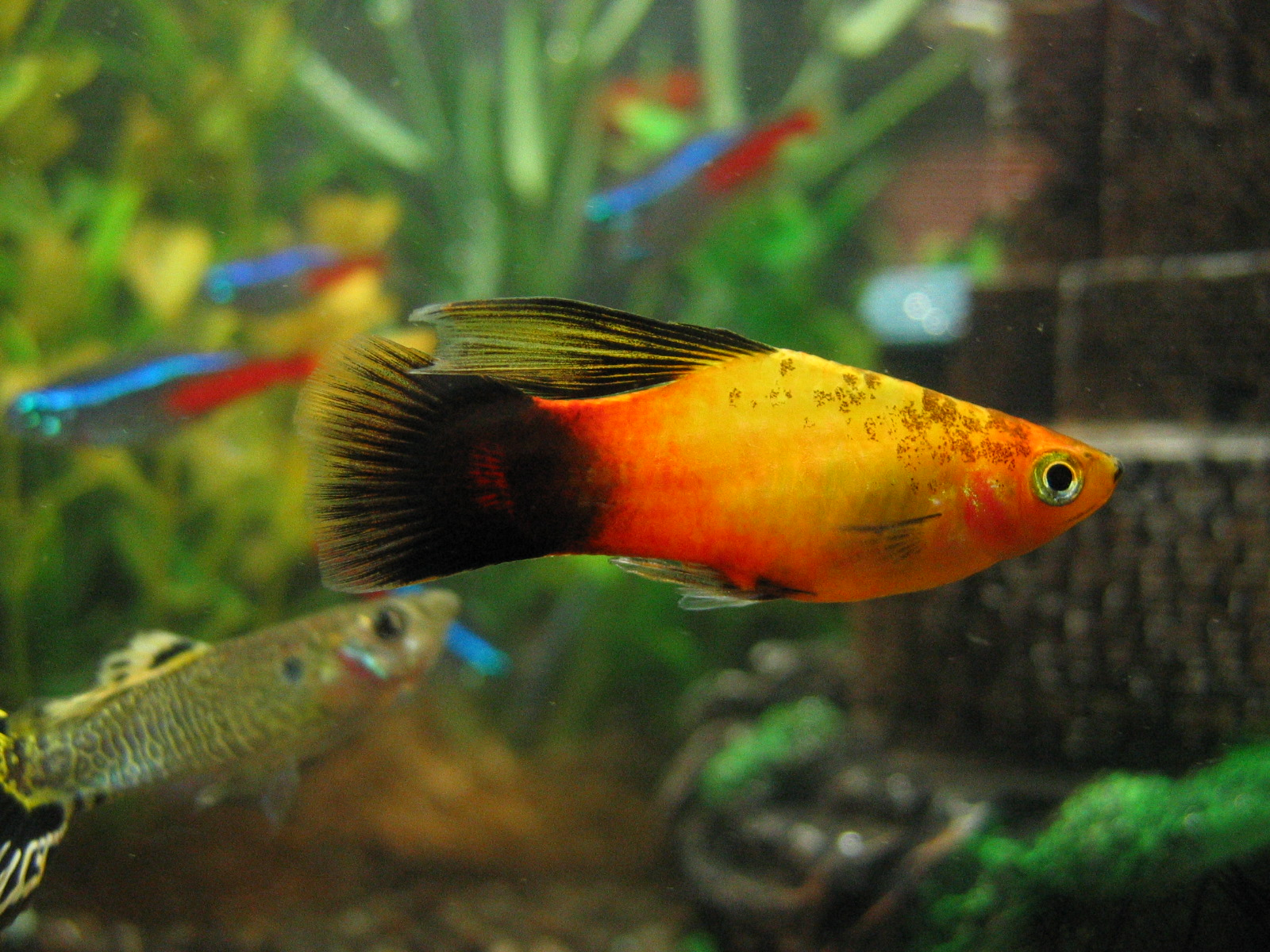
Xiphophorus maculatus

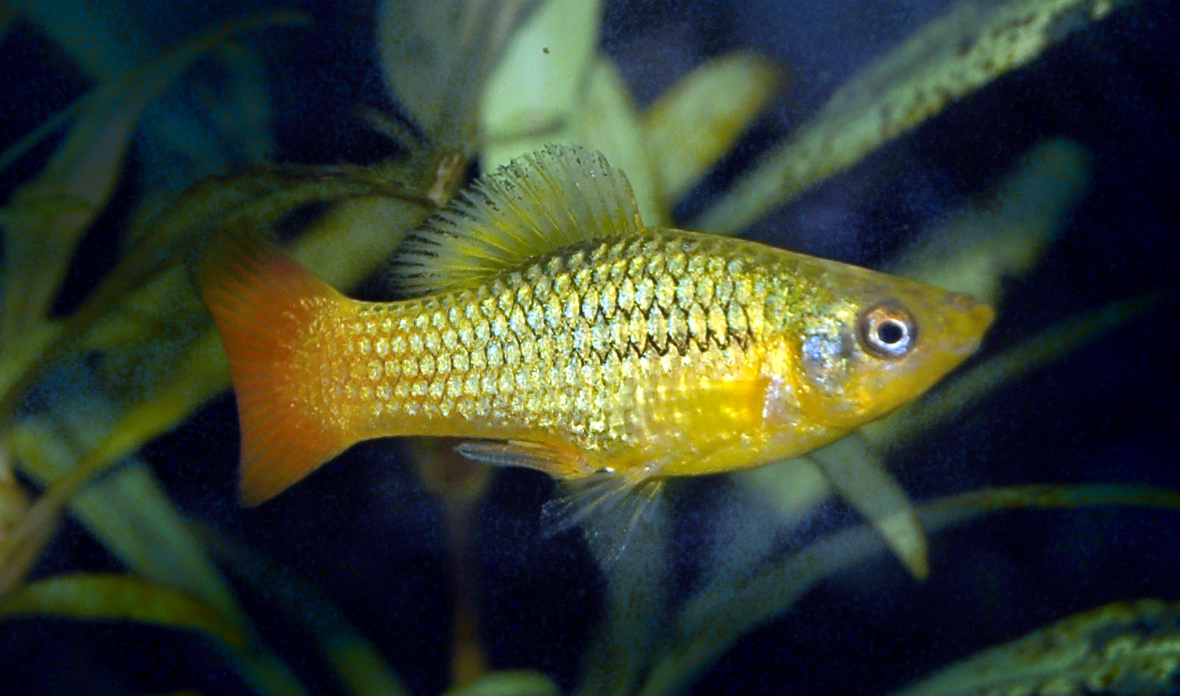
Mascle de Xiphophorus variatus

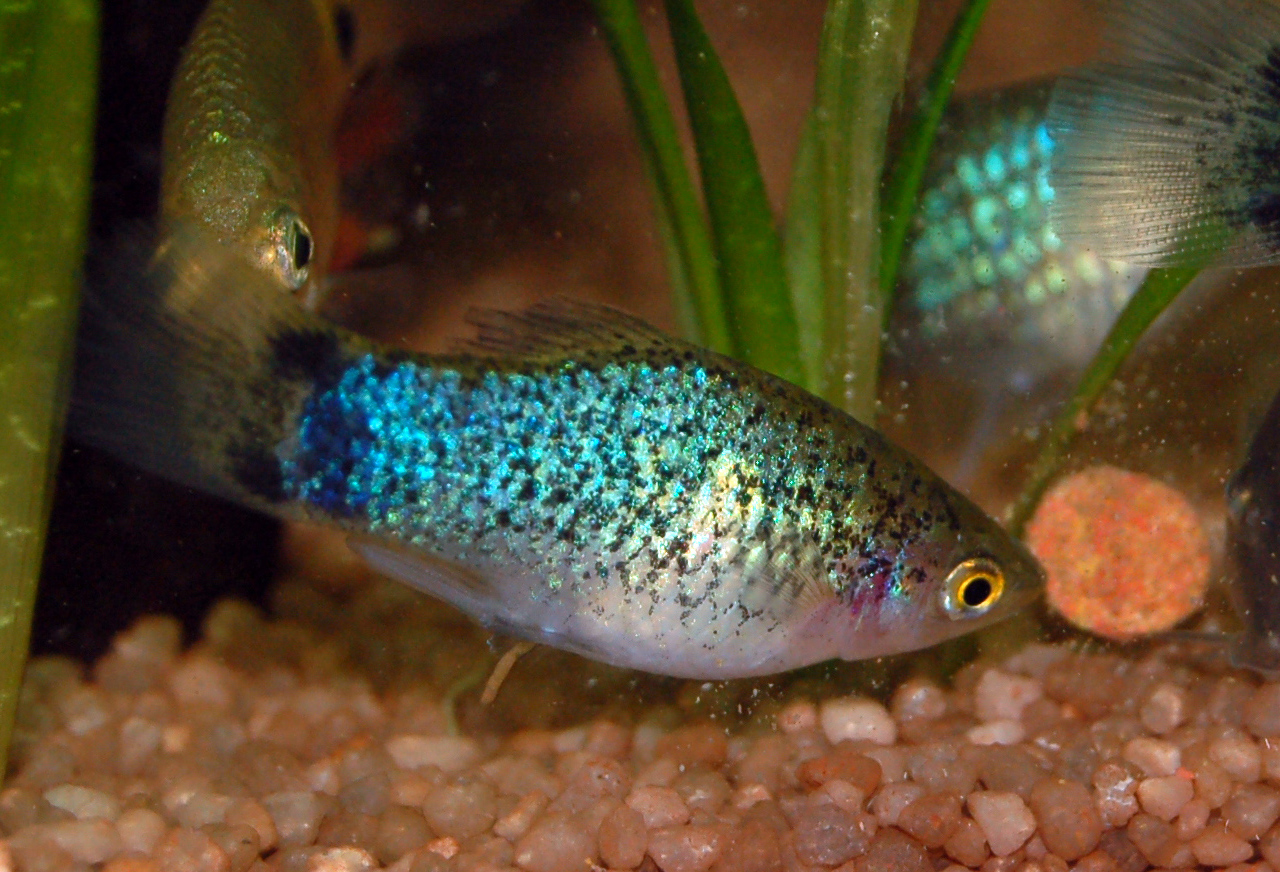
Xiphophorus maculatus de color blau

 Xiphophorus és un gènere de peixos de la família dels pecílids i de l'ordre dels ciprinodontiformes.

## Taxonomia
- Xiphophorus alvarezi (Rosen, 1960)
- Xiphophorus andersi (Meyer & Schartl, 1980)
- Xiphophorus birchmanni (Lechner & Radda, 1987)
- Xiphophorus clemenciae (Alvarez, 1959)
- Xiphophorus continens (Rauchenberger, Kallman & Morizot, 1990)
- Xiphophorus cortezi (Rosen, 1960 )
- Xiphophorus couchianus (Girard, 1859)
- Xiphophorus evelynae (Rosen, 1960 )
- Xiphophorus gordoni (Miller & Minckley, 1963)
- Xiphophorus hellerii (Heckel, 1848)
- Xiphophorus kallmani (Meyer & Schartl, 2003)
- Xiphophorus kosszanderi (Meyer & Wischnath, 1981)
- Xiphophorus maculatus (Günther, 1866)
- Xiphophorus malinche (Rauchenberger, Kallman & Morizot, 1990)
- Xiphophorus mayae (Meyer & Schartl, 2002)
- Xiphophorus meyeri (Schartl & Schröder, 1988)
- Xiphophorus milleri (Rosen, 1960)
- Xiphophorus mixei (Kallman, Walter, Morizot & Kazianis, 2004)
- Xiphophorus montezumae (Jordan & Snyder, 1899)
- Xiphophorus monticolus (Kallman, Walter, Morizot & Kazianis, 2004)
- Xiphophorus multilineatus (Rauchenberger, Kallman & Morizot, 1990)
- Xiphophorus nezahualcoyotl (Rauchenberger, Kallman & Morizot, 1990)
- Xiphophorus nigrensis (Rosen, 1960 )
- Xiphophorus pygmaeus (Hubbs & Gordon, 1943)
- Xiphophorus roseni (Meyer & Wischnath, 1981)
- Xiphophorus signum (Rosen & Kallman, 1969)
- Xiphophorus variatus (Meek, 1904)
- Xiphophorus xiphidium (Gordon, 1932)[2][3][4][5][6]